# Толиб, Джума
Джумабой Джураевич Толибов (Джума Толиб) (тадж. Ҷумъабой Ҷӯраевич Толибов, Ҷумъаи Толиб) — таджикский журналист. Родился 25 января 1960 года в кишлаке Испагн Айнинского района. Выпускник факультета журналистики Таджикского Государственного Университета.
В 1984—1994 годы он работал в качестве корректора, корреспондента и начальника отдела в газете «Мехнат» Айнинского района. После один год проработал главным редактором газеты «Луч справедливости» района Айни. С 1995 по 1998 годы был председателем дехканского хозяйства «Авсанъан», а с 1998 по 2004 годы — начальником правового отдела Хукумата района Айни.
После публикации ряда критических материалов о деятельности правоохранительных органов провел 8 месяцев в тюрьме. В 2007—2008 годы, вернувшись, открыл Информационное агентство «Зарафшон — таймс», а с 2008 года являлся директором Бюро по консультациям, лингвистической экспертизе и журналистским расследованиям. Одновременно, с марта 2009 года был главным редактором общественно-политического еженедельника «Пайкон».
Судебные тяжбы и проблемы издания, а также закрытие общественной организации — учредителя газеты «Пайкон», привели к тому, что в последнее время известный журналист потерял не только своё любимое дело, но и здоровье. Всё это привело к обострению болезни.
Умер в возрасте 51 год, в родном селе.